# 緑茶夢
『緑茶夢』（グリーン・ティー・ドリーム）は、森脇真末味による日本の読み切り連作の漫画作品。小学館『プチコミック』1979年12月号から1981年2月号にかけて掲載された。
作者の代表的読みきりシリーズにして出世作。アマチュアバンド、スランを中心とした青春群像劇。ただし、第一話である表題作は、ロックミュージシャンのたまり場になっている喫茶店、「茶嘆」（さたん）のマスターに憧れる少女、尚子の物語であり、スランは登場していない。第二話『ドラムス』より、尚子のボーイフレンドである八角（やすみ）の目を通して、スランのボーカル、安部弘の姿が描かれ、ついで第三話『四月の雨』では、そのスランのメンバーに参加した水野雅子の視点から安部の姿が描写された。以後のストーリーは安部を中心としたものになった。連載終了からしばらくたってから別の雑誌に掲載された番外篇も、安部弘が中心の話である。作者の言によると、『緑茶夢』は第一作で完結しており、『ドラムス』以降の物語が一つの話として繋がっているとのこと。
なお、尚子と八角、仲尾は作者の次作で、初の本格的長篇連載である『おんなのこ物語』にも登場する。
『緑茶夢』というタイトルであるが、作者自身は「りょくちゃむ」と読んでおり、読者の中でも「みどりちゃむ」とか「ぐりんちゃむ」という風に、かなり好きな風に呼ばれているらしい。

## あらすじ
緑茶夢
尚子は優等生である兄、一樹と比較され、父親から落ちこぼれ扱いされており、本音を冗談で包み隠すような性格になっていた。そんな彼女の心のよりどころは、バンド仲間の集う喫茶店「茶嘆」であり、半ば冗談交じりでありながらも、変わり者であったマスターを心から慕っていた。ある時、尚子は一樹の学費を無断で持ち出したと父親から一方的に疑われ、思わず本音をぶつけ、家を飛び出してしまう。
ドラムス
八角京介（やすみ きょうすけ）は中学の時から5年間所属していたバンドを離れ、コミックバンド「桃色軍団」でドラムを担当している、気さくな性格の少年だった。K市で開かれたロックフェスティバルに参加していた際に、昔のバンド仲間、水野礼二（みずの れいじ）と再会する。彼はセミプロバンド、スランのマネージャー兼プロデューサーであり、代理としてバンドのドラムを八角にやってもらいたいと依頼をする。乗り気ではなかった八角だったが、「桃色軍団」の仲間たちが報酬目当てと興味本位の理由で、スランに貸し出されることになる。スランのヴォーカルを担当している安部弘（あべひろし）は八角の御気楽な言動に反感を覚え、思わず八角が右目の下に常時つけている絆創膏を剥がせと怒鳴ってしまう。
四月の雨
八角が抜けた後の新たなスランのドラマーとして、水野礼二のいとこ、水野雅子が加入した。そんな彼女をおばさん臭くしけたツラをしてるといい、「笑えないのか」と辛辣に酷評する弘。最近笑いが失われたというのは雅子の悩みであった。実は雅子は密かに礼二のことを慕っていた。しかし、水野ランのドラマーに雅子を選んだのは、ただ八角に匹敵するほどの演奏者が存在せず、見映えがしないことへの言い訳を設けるためのものだった。
アンバランス・シティー
梶山という音楽ライターに酷評され、雅子はバンド活動をしばらく休止することになった。かわりにスランに入ってきたドラマーは仲尾という水野礼二の元バンドメンバーだったが、弘には彼のことが神経に障って仕方がない。実は梶山とは仲尾のペンネームであった。スランの旧作、アンバランス・シティーを現代風に編曲し直せれば大衆受けするという仲尾の提案に、弘は思わず吐き気をもよおし、反発する。
きえない煙草
スランのライブは盛況を極めつつあったが、バイトを理由に水野が不在の日が多くなった。そのことにいらだちを覚えた弘は、水野のバイト先まで押しかけてしまう。そんな彼に、水野は元バンドメンバーであった桑田を紹介するが、昔のバンドの話ばかりする水野たちに、弘は昔の仲間に水野を取られてしまうと思い込み、思わず感情をぶつけてしまう。水野も自分のバンドでの役割とは何なのかと悩んでいた。
黒いサンダル
夏の終わりに「ロック・デー」コンサートが開催され、スランも参加することになったが、気のりのしない弘は1週間消息を絶ち、その間に八角たちの演奏を聞きにきて いた。桃色軍団のリーダー、大城に「あんたは本当にバカなの」と尋ねる弘。そしてどうしていつも日常と同じ顔で演奏できるのかという疑問をぶつける。弘はコンサートまでにはバンドに戻ってきたが、その時彼が履いていたものは、裸足で歩く弘を気遣い、弘の忘れ物と称して大城が渡した、女物のかかとの高い黒いサンダルであった。
ファンレター
スランのドラマー、水野雅子のところへは弘のファンと思われる人物から、度重なるいやがらせ電話と荷物に挟んだ悪口のメモが届いていた。しかし、雅子はそのいやがらせよりも、弘の音楽的な成長の方に気をとられて、ある種の妬ましさを覚えていた。雅子のところに切手のない無記名の中傷の封書が度々届いていることには弘も気がついており、それを隠すことが日課であったが、そのことを雅子に気づかれてしまい、さらに具合の悪いことにはその中に剃刀が入っていたことだった。ショックを受けた雅子はスランをやめる、といい出す。
フェイドアウト
次のスラン出演のライブが、水野のバイト先である「ディスコ駄々」で行われることになった。このライブの企画者は、仲尾であった。自分は父親の会社を継ぐべく、ロックをやめて渡米するよう言われていた。彼は水野や弘に挑戦すべく、ミルク・ボーイというスランの亜流バンドを育てていた。彼等はスラン、とりわけ弘のファンであったが、やがてはスランの方が自分たちの亜流になると宣言した。そんな彼等を弘は自分たちの方がさらに一歩先へ進む、と大笑いする。
ピンクエンジェル
安部弘の母親、由美子は若くして弘を産み、夫と離婚して一人で息子を育てていた。そんな彼女を近所の主婦たちは不良娘扱いし、ヌードモデルまでしていると中傷する。弘にはなぜ「ピンク・エンジェル」という母親のヌード写真を皆で誹謗するのか分からず、この時の母親をただ美しいと思うだけだった。学校でいじめられる弘は自然と登校拒否を起こすようになり、そんな彼に自分の身は自分で守ることを由美子は教える。そのことを耳にした弘の父親は弘を自分で引き取る、といい出す。
笊のような神経
連載終了2年後に発表された番外篇。弘はとある音楽評論家との型通りの対談に退屈し、相手を少し怒らせようとしたら、その評論家に酷評されてしまった。水野は何とかことを丸く収めようと、もう一度対談の機会をつくるのだが、結局喧嘩になってしまう。弘にはどうしてほかの人が無造作に笑っていられるのかが分からないというのだが…（単行本未収録）。

## 登場人物
尚子（なおこ）
連作第一話、『緑茶夢』における主人公。音大生で優等生の兄と厳格な父親への反抗心からわざと不良ぶってみせている。1年程以前から、八角のバンドに参加している。同じような境遇の喫茶店「茶嘆」のマスターに思いを寄せている。第二話『ドラムス』、第六話『黒いサンダル』にも登場する。この物語では、八角とつきあっておらず、彼のことをさほどにも思ってもいない。八角にスランメンバーのサインを貰って来るようにと頼んでいる。
「茶嘆」のマスター
連作第一話、『緑茶夢』における主要登場人物。タイトルの「グリーンティードリーム」とは、彼の入れる茶の見せる夢のことを示している。尚子同様、親に反発して喫茶店を始めたが、ただ親が自分のことを諦めるのを待っただけだという。兄がいて、実家へ帰るよう勧めるが、結局は互いの服のセンスの悪さを認め合うだけである。家出をしてきた尚子に、予行演習としての自殺をさせるべく、2階から落とすふりをする。そして「ときどき死ぬのがこわいと思ったほうがいいですよ」とアドバイスする。
単行本一巻の同時収録作品、『それは長いプロローグ』にも登場する。
一樹（かずき）
尚子の兄で、バイオリンの才能とルックスで女子にもてはやされることを生き甲斐としているナルシスト。尚子はその姿に八角の姿を投影する。しかし、妹のことをただ馬鹿にしきっていたり、無関心であったりするだけではなく、ある理由でマスターのことを心から憎むようになる。
尚子・一樹の父
息子の一樹のことを自慢に思い、自分の思い通りにならない尚子に手を焼いている。尚子が一樹の学資を盗んだと本気で思い込む。後で自分の非を認めたが、それでも面子上、娘に素直に謝ることができなかった。
八角 京介（やすみ きょうすけ）
第二話『ドラマー』の主人公で高校生。コミックバンド「桃色軍団」のドラマー。笑い顔が魅力的なキャラクターで基本的に明るい性格。しかし、過去の仲間に対しては屈折した感情を持っており、スランの臨時ドラマーをすることを心から嫌がっていた。頬に傷跡があり、それを隠すために常に絆創膏をはっている。その理由を知っているのは大城だけで、尚子も知らなかったようである。『四月の雨』・『黒いサンダル』にも登場する。
『おんなのこ物語』の主人公も同名のキャラクターであるが、経歴が同じであるだけで、性格や行動パターンなど明らかに異なっている。
安部 弘（あべ ひろし）
第二話から登場し、第三話以降の主人公。セミプロバンド、スランのボーカルで楽器などは一切演奏することができない。そのため、スランの曲は全員が作曲者ということになっているが、実は弘が大部分を、次いで本田が作曲し、弘の曲を楽譜にするのも本田の役割となっている。精神的に不安定で、水野、あるいは雅子などに依存しているところがあり、水野がバイトづけでコンサートに来られない時や、桑田たちと話をしている時には、自分が見捨てられると思い込んだ。彼と水野の関係は、作者の次の作品である『おんなのこ物語』の八角と仲尾の関係へと形を変えて再現されている。
若い時に自分を産んだ母親をとても慕っており、彼女のことが大好きだった。16歳で高校を中退している。八角のことを密かに親友と慕い、仲尾のことを徹底的に嫌っている。「さわりたがりの弘」という異名を持っている。
モデルは存在せず、徹頭徹尾ゆがんだ性格のかわいそうなボーカルと作者から揶揄されている。
水野 礼二（みずの れいじ）
「スラン」のマネージャー兼プロデューサー。情緒的に不安定な弘の精神面での支えになっている。仲尾同様、楽器は何でもこなせるが、能力の限界を感じ、弘の歌の力にはかなわないと思い、自分のバンドにおける役割は何だろうかと思案し、アルバイトを掛け持ちしていた。一方で、八角がいなくなった後のドラマーは誰がやっても物足りないと観客に感じられるだろうと計算し、いとこの雅子を加入させるという打算的な側面も持ち合わせてもいる。
『おんなのこ物語』では八角や仲尾、桑田の個性に比べて少し目立たないキャラクターになってしまった。
タバコを吸うが、作者自身は煙すら敬遠しており、ただ吸うポーズが好きなので描いているという。また、作中で女嫌いと公言しただけで、読者にホモ扱いされたという。
水野 雅子（みずの まさこ）
「スラン」の女性ドラマーで、いとこの水野礼二に誘われてスランに加入する。礼二に憧れており、家族の中で唯一の落ちこぼれだった彼女に、いとこの彼だけが優しかった。そのため、水野の本音を聞いた後ショックを受けるが、そんな彼女に弘は八角の姿を見せ、彼女を励まそうとする。その後、水野の都合で仲尾がバンドに加入したりと、活動を休止させられたり、再開した際には弘のファンに嫌がらせを受けたりと受難が続く。
『四月の雨』で登場した時はカールした長髪だったが、『ファンレター』で再登場した際には作者の気紛れで、ショートヘアーにさせられてしまった
仲尾 仁（なかお じん）
物語のライバルキャラクター。『アンバランス・シティー』に雅子の代わりのドラマーとして登場。『ファンレター』に少しだけ登場し、『フェイドアウト』でスランの亜流バンドを引っ提げて挑戦する。一見した感じは。パンチパーマのシュートヘアーの人相の悪い男である。水野、桑田、八角の元バンド仲間。スランや弘、自分の作ったバンドでさえも、実験品のようにしか感じておらず、生粋の悪役である。弘のことも自分が入れ替わることが可能であると考えている。父親の会社を継ぐため、ロックをただの趣味としか思っておらず、そのことで桑田に激昂される。
『おんなのこ物語』などに登場する同名のキャラクターは、経歴が同じというだけで音楽への情熱も激しく、バンドや八角のことを真剣に考えている別のキャラクターであり、ただワンマンで支配的ななところだけが共通している。
桑田（くわた）
『きえない煙草』・『フェイドアウト』に登場。水野・八角・仲尾の元バンド仲間で、現在はロック雑誌の編集をしているこの連作では仲尾とはただの喧嘩相手ということになっている。弘とは今一つそりが合わず、殴り合いもしており、のちに水野の仲介でそのことを謝罪している。仲尾の「ミルク・ボーイ」の実験に立腹している。
『おんなのこ物語』では仲尾の幼馴染みで、もっと親密な関係に描かれている。
小西（こにし）
『きえない煙草』・『フェイドアウト』に登場。桑田のロック雑誌の仲間の眼鏡をかけた女性。水野とは高校時代に成績を競ったライバルであった。水野に試しにアルバイトでもしてスランから距離を置いて今後のことを考えてみたらというアドバイスをし、そのことを知った弘に憎まれ、乱暴されそうになる。
大城（だいじょう）
桃色軍団のギター兼ボーカル。八角がスランに参加する際には、バンドの資金稼ぎとして、何の躊躇もなしに八角をドラマーとして貸し出した。『黒いサンダル』では、電車内で痴漢にあった弘を助け、彼の乱暴な言い分にも耳を傾け、悩みを解決できなかったことを悔やんでいた。
豊田（とよた）
スランのベース。サングラスをかけている。雅子が彼の荷物を運ぶ際に、その重さに唖然とする。工事現場でバイトをしている。意外と喧嘩が強い。
豊田以下のキャラクターについては、クレッチマーの性格分類（筋肉質・痩せ型・肥滿型）を用いているという
鈴木（すずき）
スランのリードギター。スランの中では弘についで人気がある。恋人がいたが、別れたらしい。アルバイトの欠勤が多いことで、仕事先から問題視されている。
本田（ほんだ）
スランのキーボード。3人の中ではやや小肥りで平たい顔立ちをしている。上述のように、弘が作った曲の楽譜起こしも担当している。
B・Fのリーダー
暴走族に人気のあるバンドB・Fのリーダーで、リーゼントヘアーをしている。演奏が下手。弘と喧嘩をしており、それゆえスランの演奏を妨害しようとするが、失敗する。
ミルク・ボーイのメンバーの4人
仲尾の誘いにのって、尊敬する弘のバンドである真似を始める。最初に弘が歌うのを見た際には虜にさせられ、弘のように演じ、歌いたいと思ったという。しかし、弘から否定され、気が萎えてしまい、ある恐るべき行動に出る。
由美子（ゆみこ）
安部弘の母親。若くして弘を出産する。弘の父親と離婚後、一人で子育てをしようとする。弘がぎっちょなのに驚き、野球選手になれると喜ぶ一方で、息子の登校拒否を心配し、男なら戦ってこいという。

## 作品
1. 緑茶夢（グリーンティードリーム）…プチコミック1979年12月号
2. ドラムス…プチコミック1980年3月号
3. 四月の雨…プチコミック1980年4月号
4. アンバランス・シティー…プチコミック1980年6月号
5. きえない煙草…プチコミック1980年8月号
6. 黒いサンダル…プチコミック1980年9月号
7. ファンレター…プチコミック1980年10月号
8. フェイドアウト…プチコミック1980年11月号
9. ピンクエンジェル…プチコミック1981年2月号
10. 笊のような神経…Grape fruit1983年10月発売  第12号

- 『きえない煙草』から『フェイドアウト』までのシリーズは4ヶ月にわたって、連載された。1980年11月号は作者にとって、始めての連載最終回となり、前半を家で、後半を東京でカンヅメになりながら仕上げたという[10]。

## 同時収録作品
- 「緑茶夢」単行本は、「森脇真末味  傑作集」と銘打ってあるように、作者のデビュー作など、シリーズ外の読み切りも多数収録している。中には脇役キャラクターの共通しているものもいくつかある。

レニードールの青い影
ツトムとパティのところへ、レニードールという怪しい男が尋ねてきた。彼はトムの幼なじみで、ベアーを通じて友人になったという。折りしも、ツトムの家は地主のカート・ヴォネガット・サード氏から立ち退きを要求されていた（プチコミック1979年10月号掲載、単行本第1巻収録）。
それは長いプロローグ
早春、有本桃子はN校バスケ部補欠の小林洋介にラブレターを出したが、「ブスとはつきあえない」の一言で振られてしまった。実は洋介には片思いの相手がいて、かなわぬ恋ゆえに、振る時の常套文句として「ブス」と言っていただけであった。翌日、別の相手を振る口実として、洋介は桃子を恋人だと宣言する。その際に、桃子の親友の文子から、桃子が化粧をしてまできれいになろうとしたことを聞き、「三日間だけならつきあってあげる」という。
前述したように、『緑茶夢』のマスター及びペットの豚のソクラテスが登場する作品（プチコミック1979年5月号掲載、単行本第1巻収録）。
ぱぺっと
幼稚園児まゆりは、家に伝わる壷の中にはいっていた人形を狙っており、あるとき壷を割ることに成功する。しかし、その人形とは壷の中に70年以上閉じ込められていた破兵徒（ぱぺっと）と呼ばれる魔人であった。早速魔界へ帰ろうとするぱぺっとだったが、まゆりに遊んで欲しいとねだられる。まゆりの魂を手土産にと思ったぱぺっとはまゆりに3つの願いをかなえてやろうと提案し、そこへぱぺっとを妻にと望むシーレも絡み、まゆりの誘拐事件騒ぎにまで発展する（プチフラワー1980年春の号（創刊号）掲載、単行本第2巻収録）。
OH!マイ兄貴
森脇真末味のデビュー作。諸賀知香子は県立の高校を受験したが不合格で、滑り止めの大妻女子高校へ通っていたが、兄の健太郎も同じ高校の教師をしており、しかも生徒の教育に熱心な熱血教師であった。兄のガリ勉志向に嫌気がさした知香子は、兄の高校時代の先輩である生物教師の左淡（さたん）に相談するようになる（プチコミック1978年12月号掲載、単行本第2巻収録）。
うさぎの耳
佐藤旭は耳を自在に動かせる隠し芸を持っていた。小学生の時、父親参観日に親が仕事で参加せず、母親にひよこを買って欲しいとねだったにもかかわらず断られた兎部美樹（とべ  みき）を慰めるため、この芸をやったところ、うさぎの耳のようだと美樹から喜ばれてしまい、嫌なことがあるたびに、「うさぎの耳」をおねだりをするようになった。高校に入ってから、美樹は学園の人気者になり、もてもてになるのだが、頭が悪いのは変わりがなかった。そんな折り、生物教師の左淡が旭と同じ特技をもっていると口にした。それから美樹は左淡の知り合いの喫茶店でアルバイトをすることになり、旭といる時間が少なくなってしまった…（プチコミック1979年6月号掲載、単行本第4巻収録）。
ぼくの絵画展
絵画同人画遊会に参加することになった大友克（おおともかつみ）は、その途中で雨にずぶぬれになっている「過去の匂いのする少女」に出会い、思わず傘を貸してしまう。後日、傘を返しにきた少女は館真砂子と名乗り、長いこと入院していたこと、克の憧れるエスツーという当時高校生だった画家のことをよく知っているという。また克は画遊会で、管野聡（すがの  さとし）という一匹狼に出会う。管野はエスツーとの影響を受けた克の絵を下手だと酷評し、自身の描く絵をも嫌っていた。そんな時、克は真砂子を描くべく、管野に人物画のかきかたの教えを乞い、管野はそれを引き受けるのだが…（プチコミック1979年8月号掲載、単行本第4巻収録）。
陽気な魔女たち
萩原モトコは高校の組の委員長としてクラスをまとめることに悩みつつ、受験で一ランク上の共学の大学へ行き、薬剤師になることが夢だった。しかし、クラスメートはそんな彼女の気持ちを察せずにただ毎日を騒いで過ごすだけで、宿題のノートを写すのにモトコを利用し、その結果クラス全員で同じ間違いをするという日々を過ごしていた。そんな折、親友のカヨとウィンドウショッピング中に、彼女は中学の時の同級生、波佐間と再会する。彼はサンドイッチマンのアルバイトをしており、深夜に勉強中のモトコを尋ねて、野原で焚火をする「仲間」たちを紹介する（プチコミック1980年1月号掲載、単行本第4巻収録）。